# Latton (Wiltshire)
Latton – wieś w Anglii, w hrabstwie Wiltshire. Leży 66 km na północ od miasta Salisbury i 122 km na zachód od Londynu.